# Szemölcsös csupaszpereszke
A szemölcsös csupaszpereszke (Melanoleuca verrucipes) a pereszkefélék családjába tartozó, Európában és Észak-Amerikában honos, réteken, kertekben élő, ehető gombafaj. 

## Megjelenése
A szemölcsös csupaszpereszke kalapja 4-10 (11) cm, fiatalon domború vagy tompán kúpos, hamar laposan kiterül; közepe bemélyedő, közepén kis púppal. Széle kissé hullámos. Felszíne sima. Színe fehér vagy krémszínű, a közepe okkeres vagy sárgás.
Húsa puha, a kalap közepén vastag, a szélén vékony; színe fehér, sérülésre nem változik. Gyenge szaga ánizsra vagy keserűmandulára emlékeztet, íze nem jellegzetes.
Sűrű lemezei felkanyarodók vagy tönkhöz nőttek, a féllemezek gyakoriak. Színük fiatalon fehér, később sápadt krémszínű.
Tönkje 5-7 cm magas és 0,5-1 cm vastag. Alakja karcsú, lefelé vastagodó, a töve bunkós lehet. Alapszíne fehéres, rajta sűrű, hosszanti fekete vagy feketésbarna pikkelyezettséggel.
Spórapora fehér. Spórája elliptikus, finoman szemölcsös, mérete 7,5-8,5 x 4-5 µm. 

### Hasonló fajok
Tönkje miatt jól felismerhető, esetleg a mérgező viaszfehér tölcsérgomba vagy a mezei tölcsérgomba hasonlíthat hozzá. 

## Elterjedése és termőhelye
Európában és Észak-Amerikában honos. Magyarországon ritka.
Réteken, füves területeken, esetleg kertekben komposzton vagy korhadó forgácson, mulcson fordul elő. Májustól októberig terem. 
Ehető, de nem túl ízletes gomba és mérgező fajokkal is összetéveszthető. 

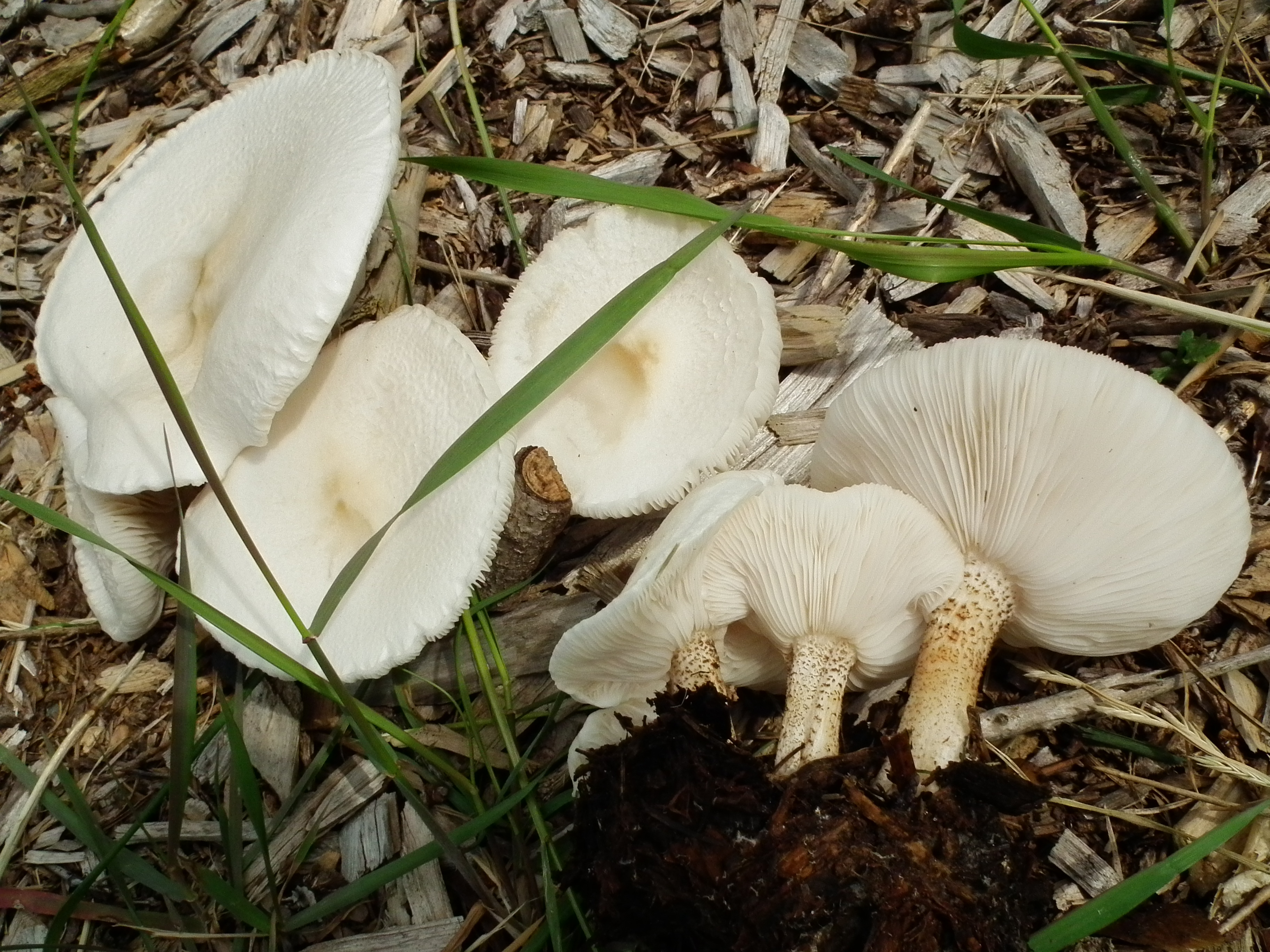
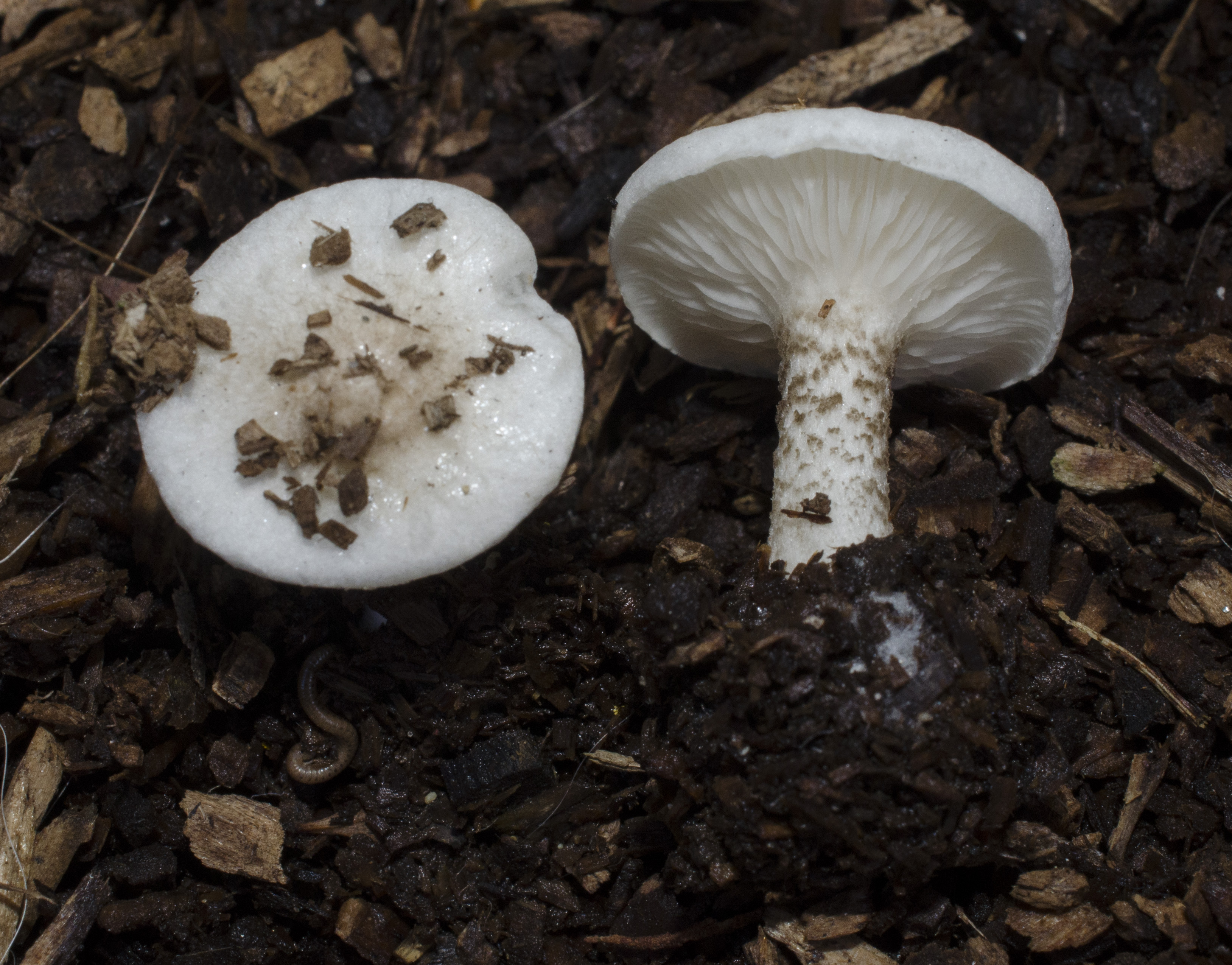
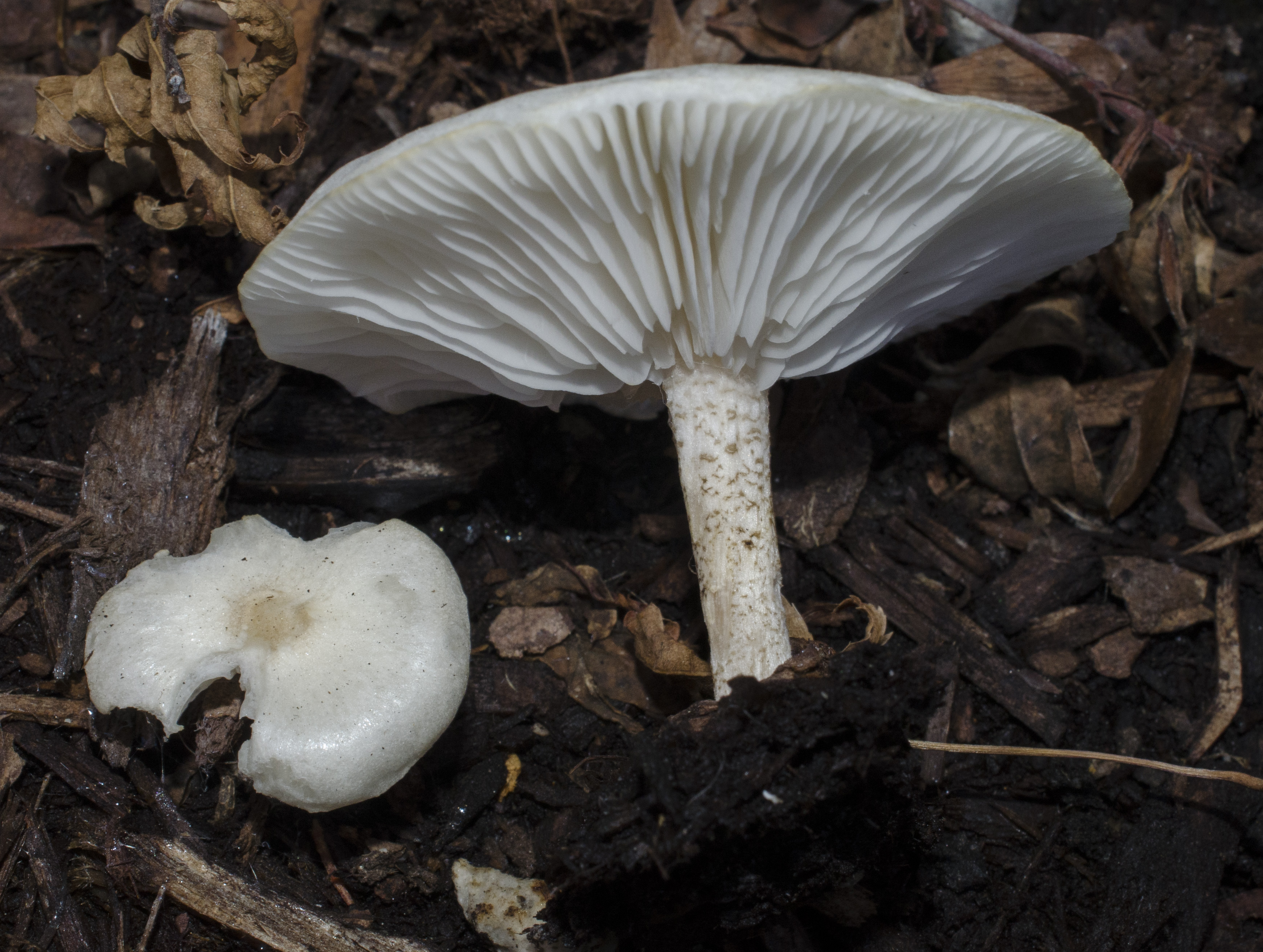
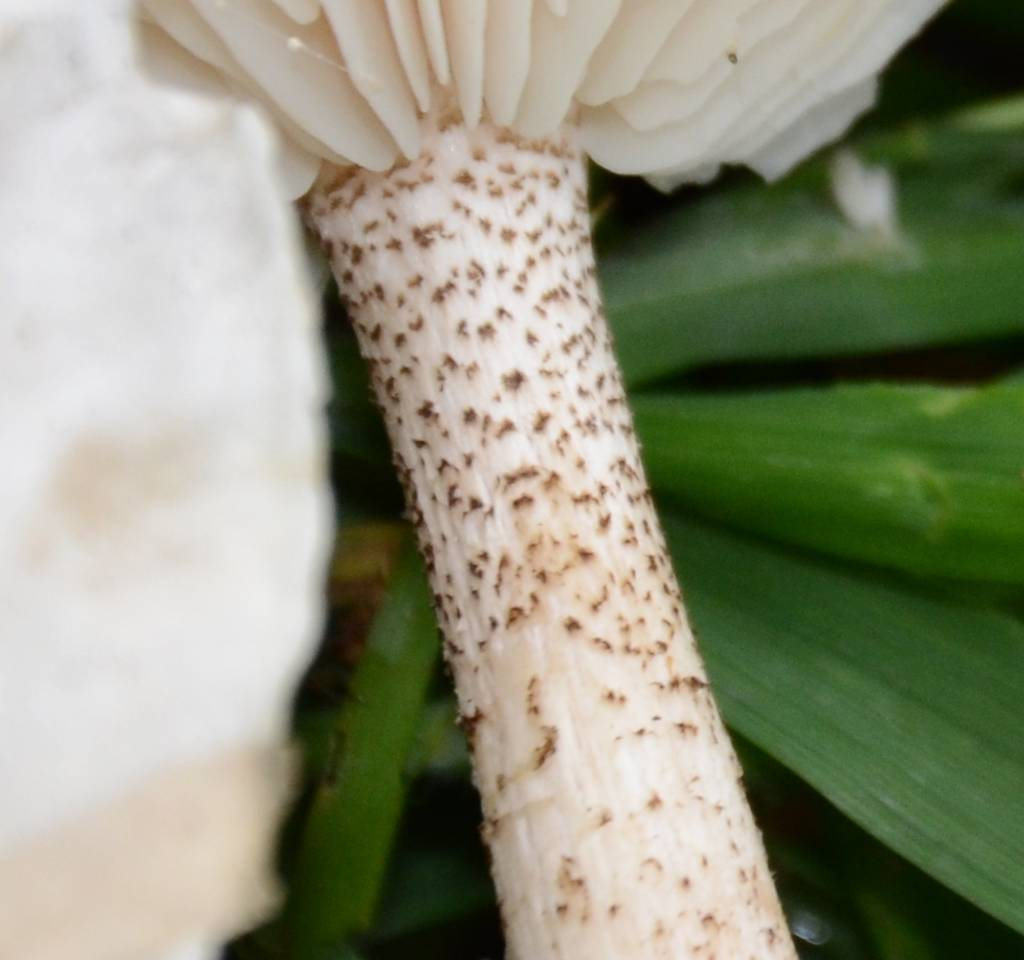
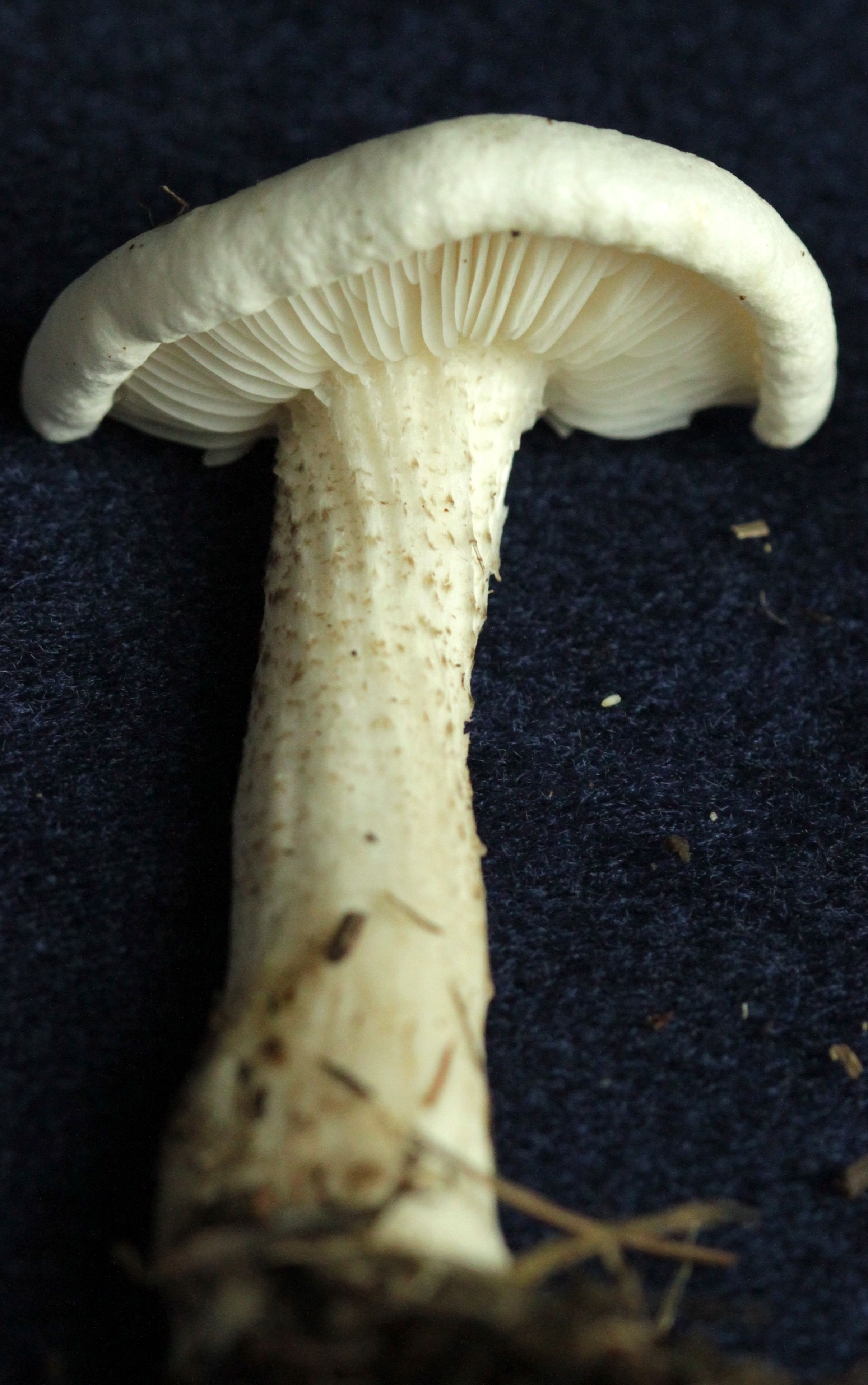